# Blastesthia
Blastesthia is een geslacht van vlinders van de familie bladrollers (Tortricidae), uit de onderfamilie Olethreutinae.

## Soorten
- Blastesthia mughiana (Zeller, 1868)
- Blastesthia posticana (Zetterstedt, 1840)
- Blastesthiaturionella (Linnaeus, 1758) - gewone dennenknopmot